# Sergio Sylvestre (album)
Sergio Sylvestre è il primo album in studio del cantante statunitense Sergio Sylvestre, pubblicato il 10 febbraio 2017 dalla Sony Music.

## Tracce
1. The Last Kiss Goodbye – 3:08 (James Newman)
2. Running – 3:44 (Linnea Deb, Joy Deb, Anton Hard, Af Segerstad, David Gibson)
3. Con te – 3:33 (Giorgia Todrani, Sergiofeld Sylvestre, Stefano Maiuolo)
4. Planes – 3:00 (Johan Asgrade, Mattias Frandà)
5. Lucky Ones – 3:23 (David Etherington, Karen Poole, James Jackman, Adam Argyle, James Hayato)
6. Point of You – 3:39 (Brandyn Burnette, Anton Vle, Linnea Deb)
7. Running Up the Hill – 4:03 (Faye Medeson, Devrim Karaoglu)
8. Come il sole ad ottobre – 4:33 (Cheope, Federica Abbate)
9. The Way You Are – 3:27 (testo: Piero Romitelli, Charlie Mason, Antonello Carozza – musica: Piero Romitelli)
10. Down We Go – 3:08 (Jeffrey James Holstein)
11. Lie to Me – 2:52 (Jeffrey James Holstein, Justin Haplin)
12. Honesty – 3:25 (Jeffrey James Holstein, Justin Haplin)